# Rita de Barrenechea
Pour les articles homonymes, voir Barrenechea.
María Rita de Barrenechea y Morante de la Madrid, comtesse du Carpio, marquise de la Solana, née à Bilbao le 17 mai 1757 et morte à Madrid le 23 novembre 1795, est une dramaturge espagnole de l'Espagne des Lumières.

## Biographie
Ses parents sont Ana María Morante de la Madrid, marquise de Solana, dont elle hérite le titre, et José Fernando de Barrenechea, marquis del Puerto et chevalier de l'Ordre de Santiago. 
Proche de la Sociedad Bascongada, elle se marie en 1775 avec Juan de Sahagún de la Mata Linares, comte du Carpio et s'installe à Barcelone avec lui. Parmi les relations du couple, on retrouve notamment la Duchesse d'Albe, Gaspar Melchor de Jovellanos, François Cabarrus ou encore la dramaturge María Rosa Gálvez, qui lui dédie le poème La Noche. 
Elle meurt à l'âge de 38 ans. 

## Œuvres
Ses œuvres les plus célèbres sont Catalin et la comédie La Aya.

## Postérité
Son ami Goya fait son portrait à la fin du 18e siècle, peu avant sa mort. Le chef-d’œuvre est aujourd'hui exposé au Musée du Louvre.
À sa mort, son amie l'écrivaine María Rosa de Gálvez lui dédie son œuvre La Noche.